# Wykotna
Wykotna – skała w orograficznie lewych zboczach Doliny Sąspowskiej w Ojcowskim Parku Narodowym. Znajduje się na zboczu w lesie na wprost Źródła Ruskiego. Na lewych zboczach Doliny Sąspowskiej na odcinku około 600 m od tej skały w dół doliny do ścieżki zielono znakowanego szlaku turystycznego wiodącego od dna Doliny Sąspowskiej do parkingu na Złotej Górze jest siedem większych skał. W kierunku z góry na dół są to: Wykotna, Iłowa, Oborzysko, Wrota, Bramka, Krzyżówka, Czubatka. Zbudowane są z późnojurajskich wapieni. Z żółto znakowanego szlaku turystycznego wiodącego dnem Doliny Sąspowskiej są w sezonie wegetacyjnym niewidoczne, gdyż przesłania je zwarty las liściasty. Stają się częściowo widoczne po zrzuceniu liści przez drzewa.
Wykotna znajduje się na wysokości 395 m n.p.m., około 37 m nad dnem doliny, w obrębie wsi Ojców w województwie małopolskim, w powiecie krakowskim, w gminie Skała. 